# Ain't a Party
Ain't a Party è un singolo del DJ e produttore di musica house francese David Guetta, pubblicato nel 2013 e realizzato insieme al duo olandese Glowinthedark e al cantante Harrison.

## Tracce
- Download digitale - Radio edit

1. Ain't a Party (feat. Harrison) (Radio Edit) – 3:14

- Download digitale - Extended

1. Ain't a Party (feat. Harrison) (Extended) – 6:03